# Джулия дела Ровере
Джулия Фелтрия дела Ровере (на италиански: Giulia Feltria Della Rovere; * 1527, Кастелдуранте; † 4 април 1563, Ферара) от род Дела Ровере, е принцеса от херцогство Урбино и чрез брак маркграфиня на Монтекио.

## Произход
Тя е дъщеря на Франческо Мария I дела Ровере (* 1490, † 1538), херцог на Урбино, и на съпругата му Елеонора Гонзага (* 1493, † 1550). По бащина линия е внук на Джовани дела Ровере, господар на Сенигалия, херцог на Сора и Арче, префект на Рим, папски капитан и папски викарий на Мондавио, племенник на папа Сикст IV и брат на папа Юлий II, и на Джована да Монтефелтро, а по майчина – на Франческо II Гонзага, маркграф на Мантуа, и на Изабела д’Есте. Има пет братя и седем сестри, повечето починали като малки:
- Федерико (* 1511; † 1511)
- Гуидобалдо II (* 1514; † 1574), херцог на Урбинo, съпруг на Джулия да Варано и на Витория Фарнезе;
- Иполита (* 1515, † 1538), херцогиня на Монталто като съпруга на дон Антонио Арагонски;
- Джована (* 1515; † 1518)
- Джовани (* 1516; † 1518)
- Катерина (* 1518; † 1520)
- Беатриче (* 1521; † 1522)
- Франческо Мария (* 1523; † 1525)
- Мария (* 1527; † 1528)
- Елизабета Изабела (* 1529; † 1561), херцогиня на Маса и господарка на Карара като съпруга на Алберико I Чибо-Маласпина;
- Джулио (* 1533; † 1578), кардинал;
- Виоланта (* 1535, Урбино; † 1538 пак там)

## Брак и потомство
∞ 3 януари 1549 за Алфонсо д’Есте (* 10 март 1527, Ферара, Папска държава; † 1 ноември 1587, пак там), маркграф на Монтекио, извънбрачен син на херцог Алфонсо I д’Есте и Лаура Дианти, от когото има четири деца:
- Бебе († ноември 1559)
- Алфонсино д’Есте (* 11 ноември 1560, † 4 септември 1578, Ферара), граф на Ферентило; ∞ за братовчедка си Марфиза д’Есте (* ок. 1554, Ферара; † 16 октомври 1608, пак там), от която няма деца;
- Елеонора д’Есте (* 23 ноември 1561, Ферара; † 26 ноември 1637, Модена), ∞ 21 февруари 1594 за Карло Джезуалдо ди Веноза (8 март 1566, Веноза; † 8 септември 1613, Джезуалдо), принц на Веноза, граф на Конца, от когото има един син
- Чезаре д’Есте (* 8 октомври 1562, Ферара; † 11 декември 1628, Модена), херцог на Модена и Реджо (1597 – 1628), ∞ 6 февруари 1586 за Вирджиния де Медичи (* 28 май 1568; † 15 януари 1615), от която има шест сина и три дъщери.